# Acmaeoderella flavofasciata
Acmaeoderella flavofasciata es una especie de escarabajo del género Acmaeoderella, familia Buprestidae. Fue descrita científicamente por Piller & Mitterpacher en 1783.
Los adultos miden de 6,5 a 11,0 milímetros (0,26 a 0,43 pulgadas) de largo. La cabeza y el pronoto son arrugados y pilosos.
Las principales plantas huéspedes de larvas pertenecen a los géneros Acer, Castanea, Fagus, Juniperus, Populus, Prunus, Pyrus, Quercus y Ulmus.

## Distribución geográfica
Este escarabajo está presente en la mayor parte de Europa, en el paleártico oriental y en el norte de África.